# إيما كيمالينن
إيما كيمالينن (مواليد 8 يوليو 1989) هي سائقة سيارات فنلندية تشارك حالياً في دبليو سيريس.